# Scouse the Mouse
Scouse the Mouse es un álbum de estudio del músico británico Ringo Starr, publicado por la compañía discográfica Polydor Records en diciembre de 1977.
El álbum, escrito y dirigido por Donald Pleasence con canciones compuestas en su mayoría por Roger Brown, incluye canciones infantiles cantadas por varios cantantes, entre los que figuran Ringo Starr, Barbara Dickson, Ben Chatterly y Adam Faith, entre otros. Ringo figura como el personaje principal del álbum, «Scouse the Mouse» (en español: «Scouse el ratón»), que emigra desde Liverpool hasta los Estados Unidos. Otros personajes incluyen «Bounce the Mouse» (interpretado por Adam Faith) y «Molly Jolly» (interpretado por Barbara Dickson). Las canciones cantadas por Starr («I Know a Place», «S.O.S.», «A Mouse Like Me», «Living in a Pet Shop», «Scouse's Dream», «Running Free», «Boat Ride» y «Scouse the Mouse») fueron grabadas en julio de 1977 en los Berwick Street Studios bajo la producción musical de Hugh Murphy.
Una versión animada para televisión fue planeada para emitirse en ITV, pero fue finalmente cancelada debido a una huelga y archivada. El álbum, que supuso el tercer y último trabajo publicado bajo el contrato firmado con Polydor Records, no fue publicado en Estados Unidos, y a fecha de 2016, no ha sido reeditado tampoco en disco compacto. Siendo por lo tanto bien difícil de conseguir. 

## Lista de canciones
Todas las canciones escritas y compuestas por Roger Brown, excepto donde se anota. 
| N.º | Título                                                  | Escritor(es)                                    | Duración |  |
| 1.  | «Livin in the Pet Shop» (Voz: Ringo Starr)              |                                                 | 4:03     |  |
| 2.  | «Sing a Song for the Tragopan» (Voz: Barbara Dickson)   | Roger Brown, Donald Pleasence                   | 3:16     |  |
| 3.  | «Scouse's Dream» (Voz: Ringo Starr)                     |                                                 | 3:38     |  |
| 4.  | «Snow Up Your Nose for Christmas» (Voz: Ben Chatterfly) | Meira Pleasence, Donald Pleasence               | 3:47     |  |
| 5.  | «Running Free» (Voz: Adam Faith)                        |                                                 | 3:21     |  |
| 6.  | «America (A Mouse's Dream)»                             |                                                 | 3:40     |  |
| 7.  | «Scousey» (Voz: Lucy Brown)                             |                                                 | 3:25     |  |
| 8.  | «Boat Ride» (Voz: Ringo Starr)                          |                                                 | 3:56     |  |
| 9.  | «Scouse the Mouse» (Voz: Ringo Starr)                   |                                                 | 2:50     |  |
| 10. | «Passenger Pigeon» (Voz: Barbara Dickson)               | Roger Brown, Donald Pleasence                   | 1:25     |  |
| 11. | «I Know a Place» (Voz: Polly Pleasence)                 | Roger Brown, Ruan O'Lachlainn, Donald Pleasence | 4:25     |  |
| 12. | «Caterwaul» (Instrumental)                              | Jim Parker                                      | 2:04     |  |
| 13. | «S.O.S.» (Voz: Ringo Starr)                             |                                                 | 2:42     |  |
| 14. | «Ask Louey» (Voz: Rick Jones)                           | Roger Brown, Donald Pleasence                   | 3:57     |  |
| 15. | «A Mouse Like Me» (Voz: Ringo Starr)                    | Ruan O'Lochlainn                                | 4:22     |  |